# پوکا رومی
پوکا رومی (به اسپانیایی: Puka Rumi) یک کوه در پرو است که در Peru, Huancavelica Region, Junín Region واقع شده‌است. پوکا رومی ۵٬۰۰۰ متر بالاتر از سطح دریا واقع شده‌است.